# 沖縄県の暴力団
本稿『沖縄県の暴力団』（おきなわけんのぼうりょくだん）では、沖縄県における暴力団の歴史ならびに様相について解説する。
沖縄県警察の報告によれば、2007年における県内の暴力団構成員の総数はおよそ660。その内訳は、およそ370名が沖縄旭琉会の構成員、およそ260名が旭琉会の構成員、残りのおよそ30名が東亜会系誼興業の構成員となっていた。さらに2011年の報告では、沖縄旭琉会の構成員がおよそ430名、旭琉会の構成員がおよそ300名、誼興業の構成員がおよそ20名で、那覇市や沖縄市を中心に49の事務所があるとされていた。
20年来の分裂状態にあった旭琉会と沖縄旭琉会とが2011年に合併し「旭琉會」へ改組。この「旭琉會」が翌2012年に暴力団対策法の定めるところの指定暴力団とされ、以来、県内唯一の指定暴力団となっている。さらに、同時期に東亜会系誼興業が解散したことにより、県内の組織暴力団は旭琉會のみとなった。この新生「旭琉會」の構成員数は、2014年3月末で約470名、2017年12月末で約340名となっている。

## 歴史

### 前史
元来、沖縄には任侠道の伝統は無く、日本本土にみられる博徒や的屋の類は存在しなかった。また社会からドロップアウトしたものは、本土や海外に移民したりしたので、暴力団を生み出す土壌そのものがなかった。

### 20世紀

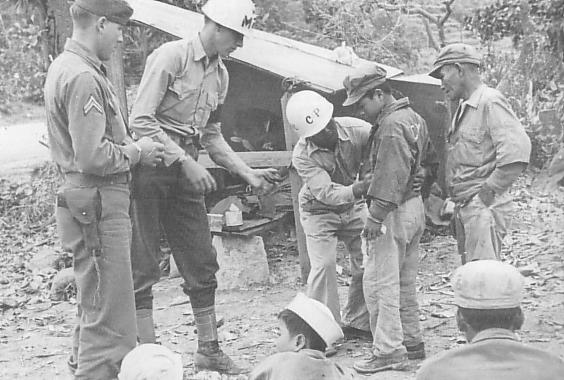
『戦果アギャー』の取り締まりを行う米軍憲兵と民警察

沖縄戦終結後、生活基盤を失った多くの住民はアメリカ軍からの配給に頼っていた。そのようななか、米軍基地から物資を盗み出し、それらを売り捌いて利益を得る「戦果アギャー」という行為が横行し、「アシバー」と呼ばれるゴロツキが数多く登場した。一方、本土や台湾との密貿易も盛んに行われ、これによって巨万の富を得る者もいた。これらの犯罪者が集団化したのが沖縄の暴力団の起源である。
1952年頃になると、越来村（現沖縄市）を拠点とする『コザ派』と、那覇市を拠点とする『那覇派』が形成されるようになった。コザ派は「戦果アギャー」から身を興し、特飲街のAサイン認定店舗の用心棒業を「シノギ」として手がけるようになった。当時は料金を踏み倒したり暴力を振るうアメリカ軍兵士が多く、これらを実力で阻止する用心棒が求められていた。一方の那覇派は空手道場の門下生が主体で、生活のために用心棒業を手がけたのが起源である。
これらの組織は離合集散を繰り返し、対立抗争を繰り広げた。第1次沖縄抗争（1961年～1962年）で両者が衝突したのち、コザ派が『泡瀬派』と『山原派』とに分裂、那覇派からも『普天間派』が分かれてゆく。第2次沖縄抗争（1964年～1966年）で他の3派から攻撃された泡瀬派が壊滅し、残った3派の中でも第3次沖縄抗争（1967年）で普天間派が攻撃を受けて解散し、結局那覇派と山原派の二派分立状態に落ち着いた。
1970年になると沖縄の日本復帰が現実味を帯びるようになり、本土暴力団の進出を阻止するために『沖縄連合旭琉会』（のちの旭琉会）として一旦は統一された。しかしその後も組織内の争いは絶えず、第4次沖縄抗争（1974年～1981年）で山口組が進出。1983年にも第5次沖縄抗争が勃発している。
1990年に沖縄旭琉会が分裂。これを機に第6次沖縄抗争（1990年～1992年）に発展し、暴力団員のみならず警察官や一般人までも巻き添えで殺害される事件が発生した。これをきっかけに暴力団対策法が制定された。
1992年より旭琉会・沖縄旭琉会の両団体とも暴力団対策法の定める指定暴力団となった。

### 21世紀
旭琉会・沖縄旭琉会の冷戦状態は21世紀まで続いたが、2011年に沖縄旭琉会が旭琉会を吸収する形で『旭琉會』が発足。翌2012年3月29日に旭琉会の指定を取り消し、沖縄旭琉会を改称する形で改めて指定暴力団に指定された。

## 特徴
沖縄県の暴力団は本土の暴力団には見られない幾つかの特徴があった。
- ヤクザ的伝統の欠落
単なるアウトロー集団から出発したため、「ヤクザ特有の流儀」として有名な「盃事」も当初は存在しなかった。組織名も「○○一家」「○○組」という如何にも暴力団然とした名称ではなく、代表の出身地の地名をとって通称は「○○派」、自称は「○○シンカ（臣下の意味）」と呼んでいた。後になって本土ヤクザの流儀を取り入れることになった。

1993年度の警察白書は、暴力団社会における『破門』や『絶縁』の関係事項として、いわゆる指詰めの事例を2例ばかり紹介しているが、その一方は旭琉会の構成員によるもので、もう一方は沖縄旭琉会の構成員によるものであった。
- ヒエラルキーの未発達
本土の暴力団は何層にもわたるピラミッド型ヒエラルキーを構築することで、末端組織の揉め事が直接上位組織に及ぶことがないよう工夫がされている。しかし沖縄県ではそれが無いために、直ちに全組織を挙げた熾烈な殲滅戦が繰り広げられる要因になった。
- 調停者の不在
沖縄県は狭いために「敵」と「味方」しか存在できず、調停役を買って出る中立派がいなかった。
- アメリカ軍基地からの武器調達
アメリカ軍基地に近いため、武器の調達が本土に比べて容易で、暴力団の武装化に拍車がかかった。

## 誼興業

東亜会の代紋

『沖縄連合旭琉会』の後身にあたる旭琉会と沖縄旭琉会以外では、東亜会系列の『誼興業』が県内唯一の暴力団であった。読みは“よしみ”（こうぎょう）で、地元経済人としても知られた宜保俊夫による右翼団体としての創設により、1965年頃に東亜会の前身『東声会』の沖縄支部として発足。そのおおよその人員規模は、1996年に30人、2011年に20人と報告されていた。最盛期にはおよそ200人を擁したこともあったという。代替わりを経て金城義雄を首領に据えた『二代目誼興業』として2012年に至るまで存続したものの、同年3月をもって解散。会長（金城義雄）の説明によれば、長引く不況や暴力団排除条例の影響を理由としての解散であった。これによって、県内の組織暴力団は、沖縄旭琉会と旭琉会とが一本化した『旭琉會』だけとなった。